# Barrington D. Parker
Barrington D. Parker (17 novembre 1915 à Rosslyn en Virginie - 2 juin 1993 à Silver Spring dans le Maryland) est un juge fédéral des États-Unis américain dans le district de Columbia connu pour avoir instruit le procès de la tentative d'assassinat de Ronald Reagan en 1981. 
En 1975, le juge Parker perd sa jambe gauche en étant percuté par un véhicule alors qu'il traverse la route pour aller acheter un paquet de cigarettes. Il est le juge des deux procès des meurtriers de l'exilé chilien Orlando Letelier tué à Washington.